# Jane Arthur

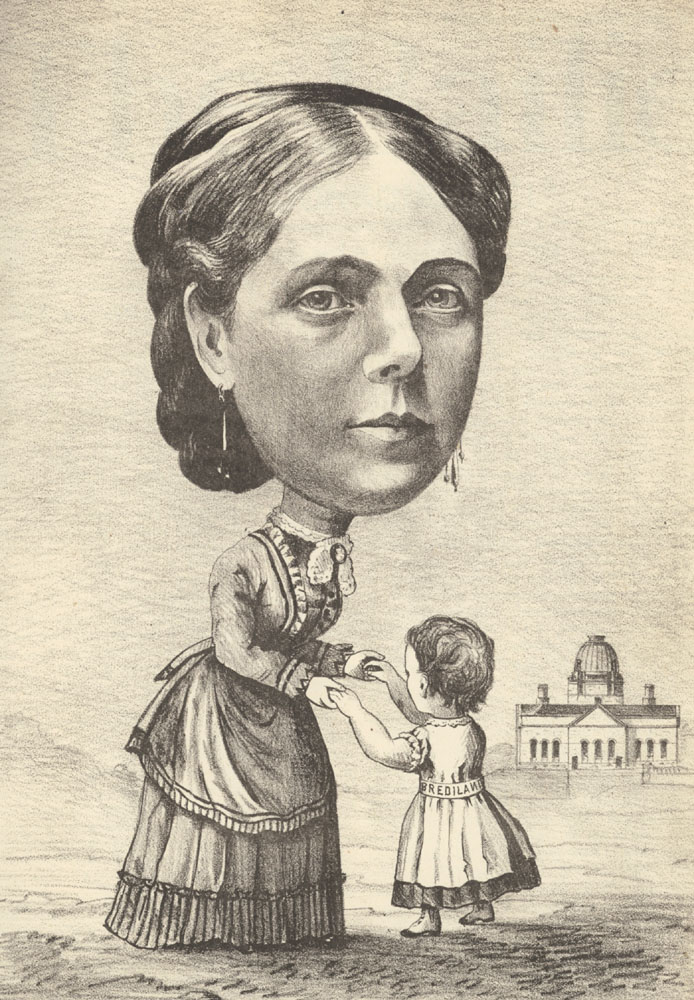
Jane Arthur, Karikatur von unbekanntem Künstler, ca. 1900

Jane Arthur, geborene Glen (* 18. November 1827 in Foxbar, Paisley, Renfrewshire; † 25. Mai 1907 in Blackburn, Ayr), war eine schottisch-britische Philanthropin, Frauenrechtlerin und Bildungsaktivistin. Sie war die erste Frau, die in ein schottisches School Board gewählt wurde.

## Leben
Jane Glen wurde als drittes von fünf Kindern des Bäckers und Getreidehändlers Thomas Glen (ca. 1798–1886) und seiner Frau Janet (Jessie) Fulton geboren. Sie wuchs im Umfeld der väterlichen Bäckerei auf, die in einem Weberviertel von Paisley lag. Am 21. Dezember 1847 heiratete sie James Arthur (1819–1885), einen sehr vermögenden Glasgower Händler mit einem Anwesen in Barshaw (auf dem Weg von Paisley nach Glasgow) und einem Firmenimperium im Wert von über 1 Million Pfund zum Zeitpunkt seines Todes. Arthur gehörte damit Zeit ihres Lebens zur bürgerlichen Elite in Paisley. Das Ehepaar hatte fünf Kinder, darunter Matthew Arthur, 1. Baron Glenarthur.
Seit den frühen 1860er Jahren engagierte sich Arthur für soziale Themen. Sie leitete und finanzierte einen Kurs über Kinderfürsorge für Mütter in einem Armenviertel, war Vizepräsidentin der Paisley Ladies' Sanitary Association und Schatzmeisterin der Paisley Infirmary Dorcas Society, die sich mit den Problemen der Hygiene und der sanitären Versorgung befassten. Die Paisley Ladies' Sanitary Association initiierte 1866 ein öffentliches Bad.
Mit dem Education (Scotland) Act von 1872 wurden auf einen Schlag etwa tausend Schulausschüsse (School Boards) geschaffen, die als erste öffentlichen Einrichtung in Schottland auch Frauen als Mitgliedern offen standen. Arthur war die erste schottische Frau, die 1872 in Paisley kandidierte und gewählt wurde; Phoebe Blyth und Flora Stevenson folgten 1873 in Edinburgh. Arthur war fast zwölf Jahre lang Mitglied des Ausschusses und setzte sich dafür ein, dass Gesundheitserziehung in den Lehrplan aufgenommen wurde, und führte erfolgreich Kochkurse ein. Außerdem sorgte sie dafür, dass Kinder aus einem neu eingerichteten Fonds Schülerschuhe und -kleidung bekamen, der von der Schulbehörde verwaltet wurde.
Durch das soziale Engagement wurde Arthur auch politisch aktiv, und um 1870 trat sie der neu gegründeten Women's Suffrage Association bei. Als Vorsitzende des Zweigs in Paisley nahm sie an diversen Versammlungen teil und beteiligte sich an den Kosten für eine Demonstration in Glasgow im November 1882. Ihr Mann unterstützte diese Aktivitäten. Neben dem Frauenwahlrecht engagierte sie sich auch in der Abstinenzbewegung. Nach 1885 nahm Arthurs öffentliches Engagement ab, was insbesondere auf den Tod ihres Mannes im Jahr 1885 zurückzuführen war.
Ihr soziales und mildtätiges Engagement ließ jedoch nicht nach: In den frühen 1880er Jahren war sie Mitbegründerin einer Kinderkrippe für die Kinder berufstätiger Mütter, die noch heute in der Stadt besteht, und half, diese und andere soziale Einrichtungen zu finanzieren. Sie stiftete Stipendien für eine Studentin aus Renfrewshire und für eine Medizinstudentin. 1892 gründete sie die Arthur Fellowship, um die medizinische Ausbildung von Frauen zu fördern. In den späten 1880er Jahren gründete sie eine sogenannte Dorcas Society, um Kleidung und Nahrung an Bedürftige auszugeben, die vor kurzem aus dem Krankenhaus entlassen worden waren. Das Ehepaar Arthur trug auch zum Bau des Paisley Model Lodging House bei. 1903 wurde der Jane Arthur Fund gegründet, um die Genesung armer Patienten zu finanzieren.
Arthur starb Ende Mai 1907 in ihrer Sommerresidenz in Ayr. Die Nachrufe in den Zeitungen von Glasgow und Renfrewshire zeichneten sie als eine mitfühlende Frau, die ihrer Zeit voraus war. Sie wurde am 28. Mai auf dem Woodside Cemetery in Paisley beigesetzt.